# Дехтяренко, Александр Сергеевич
Алекса́ндр Серге́евич Дехтяре́нко (укр. Олександр Сергійович Дехтяренко; 13 февраля 1996 года) — украинский футболист, защитник.

## Игровая карьера
Выпускник мариупольской ДЮСШ «Ильичёвец», где начинал заниматься под руководством тренеров Григория Чурилова и Ивана Папазова, а заканчивали при Владимире Калаче и Викторе Карпете. За время выступлений в ДЮФЛ в зональных этапах команда Дехтяренко никогда не опускалась ниже шестого места, а в выпускном сезоне заняла третье место в группе. После выпуска был приглашён в молодёжную команду «Ильичёвца».
В основной команде мариупольцев дебютировал 30 ноября 2014 года в игре Премьер-лиги против «Волыни». 18-летний Дехтяренко вышел на поле на 89-й минуте, заменив Ивана Цюпу. За время, проведённое на поле стадиона «Метеор» защитник сумел отметиться отбором мяча и создать опасный момент у ворот лучан. Этот матч стал единственным для Дехтяренко в первой команде. Летом следующего года «Ильичёвец» предложил игроку новый контракт.
После ухода из «Ильичёвца» три сезона выступал на любительском уровне за «Уманьферммаш». Осенью 2017 года играл во второй лиге за житомирское «Полесье». Стал автором гола в своём дебютном матче, 30 августа 2017 года в ворота «Подолья», а всего сыграл 12 матчей и забил 1 гол.